# 데이터산땃쥐쥐
데이터산땃쥐쥐(Rhynchomys soricoides)는 쥐과에 속하는 설치류의 일종이다. 2007년에 처음 기술되었다. 필리핀에서만 발견된다.